# Klášterní čp. 181 (Prachatice)
Klášterní č. p. 181 (Prachatice) je vysoce hodnotným a architektonicky nejbohatším příkladem hospodářského renesančního zadního domu ve městě. Dům je dochován v téměř intaktním stavu z pol. 16. století s minimem pozdějších úprav a je dokladem rozmachu řemesel a obchodu na Zlaté stezce v období renesance. Jedná se o jednopatrový nárožní dům s renesanční obloučkovou atikou, jehož fasáda svým řešením přímo navazuje na sousední objekt č.p. 161. Jde původně o zadní hospodářský trakt měšťanského domu č.p. 5, tzv. Geierova domu. Dům je zařazen mezi vybrané nemovité kulturní památky na území městské památkové rezervace v Prachaticích.

## Popis objektu

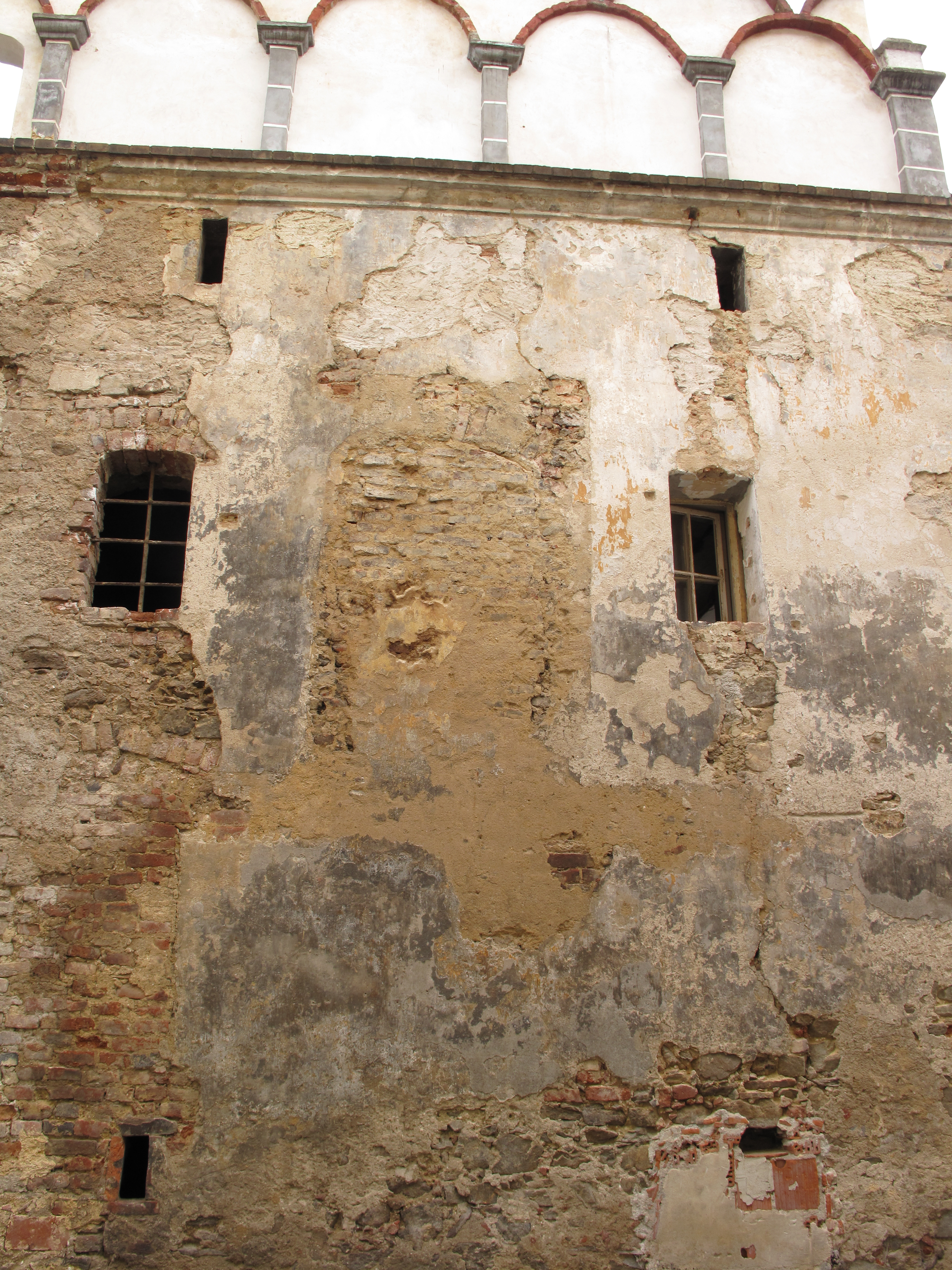
Klášterní č.p. 181, fasáda do Neumannovy ulice s obloučkovou atikou, větracími okny a zazděným nakládacím otvorem

Jednopatrový hospodářský objekt s hladkým průčelím, kterému směrem do Neumannovy ulice dominuje vysoká obloučková atika se dvěma řadami obloučků. Obloučky jsou kryty cihelnými tvarovkami a atika je dále svisle členěna pilastry, částečně zvýrazněnými šedou barvou jako imitace kamenných článků. Atiku převyšuje zřejmě původní renesanční komín. Pod atikou po celém obvodu fasády obíhá renesanční korunní římsa. Pod římsou jsou v pravidelných vzdálenostech rozmístěny malé větrací otvory půdního patra. Směrem do Neumannovy ulice je fasáda prolomena třemi většími okenními otvory, pouze dva otvory jsou opatřeny okenní výplní, vlevo šestitabulkové dvojité okno, zcela vpravo jednoduché okno zasklené do čtyřech tabulek. Okno uprostřed fasády je opatřeno pouze železnou mříží, zřejmě ještě renesančního původu. Ostatní okenní otvory do Neumannovy ulice jsou zazděny, zazděn je i původní nakládací vstupní otvor do prvního patra. Fasáda do Klášterní ulice je prolomena v přízemí jednoduchým obdélným vstupním otvorem a čtyřmi okny, vesměs již bez okenních výplní. Okna vpravo jsou opatřena mřížemi. V patře je fasáda prolomena celkem pěti okenními otvory, vyjma krajních dvou výplní zasklených do šesti tabulek, opět bez okenních výplní. Pod střechou je umístěn nakládací otvor na půdu, opatřený dřevěnými dvířky. Z Klášterní ulice je dům přístupný přes malý dvorek, oddělený od ulice ohradní zdí a se vstupem opatřeným dřevěnými dvoukřídlími vraty. Na rohu domu před dvorkem, směrem do Klášterní uličky, je z kamene vyzděn masivní opěrný pilýř (skarp). Ze dvora je přístupné boční křídlo domu, navazující plynule na severní křídlo objektu. Štítová stěna hlavního objektu směrem do dvora je silně staticky narušena mnoha svislými trhlinami, které jsou provizorně zpevněné táhly. Příčinou trhlin je zejména nerovnoměrný pokles základů objektu. Tento statický problém je přítomen možná již od vzniku objektu, je vidět i u protějšího traktu a již v minulosti byl řešen vyzděním výše zmiňovaného nárožního skarpu. Śtít domu do dvora je kryt pouze prkny. Ve fasádě bočního traktu směrem do dvora je prolomeno několik okenních a dveřních otvorů, částečně bez výplní, částečně s luxferovou vyplní, část okenních otvorů je opatřeno novými okny (tato část domu je již součástí vedlejšího objektu). Ve dvorní fasádě, ve zdi, která je již součástí sousedního objektu, je prolomen gotický kamenný portálek se segmentovým zakončením, později zazděný. Většinu plochy fasád objektu pokrývá silně zerodovaná omítka, ze které je dobře čitelná stratigrafie jednotlivých omítkových vrstev a nátěrů fasády za dobu existence domu. Atika domu zakrývá dvě nižší sedlové střechy kryté provizorní foliovou krytinou. Dřevěný krov objektu je jednoduchý s vrcholovou vaznicí a bez zavětrování, s velmi subtilními, ručně tesanými krokvemi, dimenzovanými pouze na lehkou střešní krytinu (šindel). V objektu jsou dochované rozsáhlé výrobně skladovací klenuté prostory v severním traktu přízemí a patra, v jižním traktu převážně trámové stropy. Některé klenby jsou dnes částečně zříceny, stropy pak silně napadeny dřevomorkou. Trámový strop v přízemí je velmi masivní a odpovídá skladovacímu využití prostoru nad ním. V objektu je dochováno malé topné zařízení s otevřeným ohništěm a nástěnným dýmníkem pro odvod kouře do komína. Objekt je, přes svůj zanedbaný stav, významným dokladem rozmachu řemesel a obchodu na Zlaté stezce v 16. století. Dům je dlouhodobě opuštěn a bez využití.

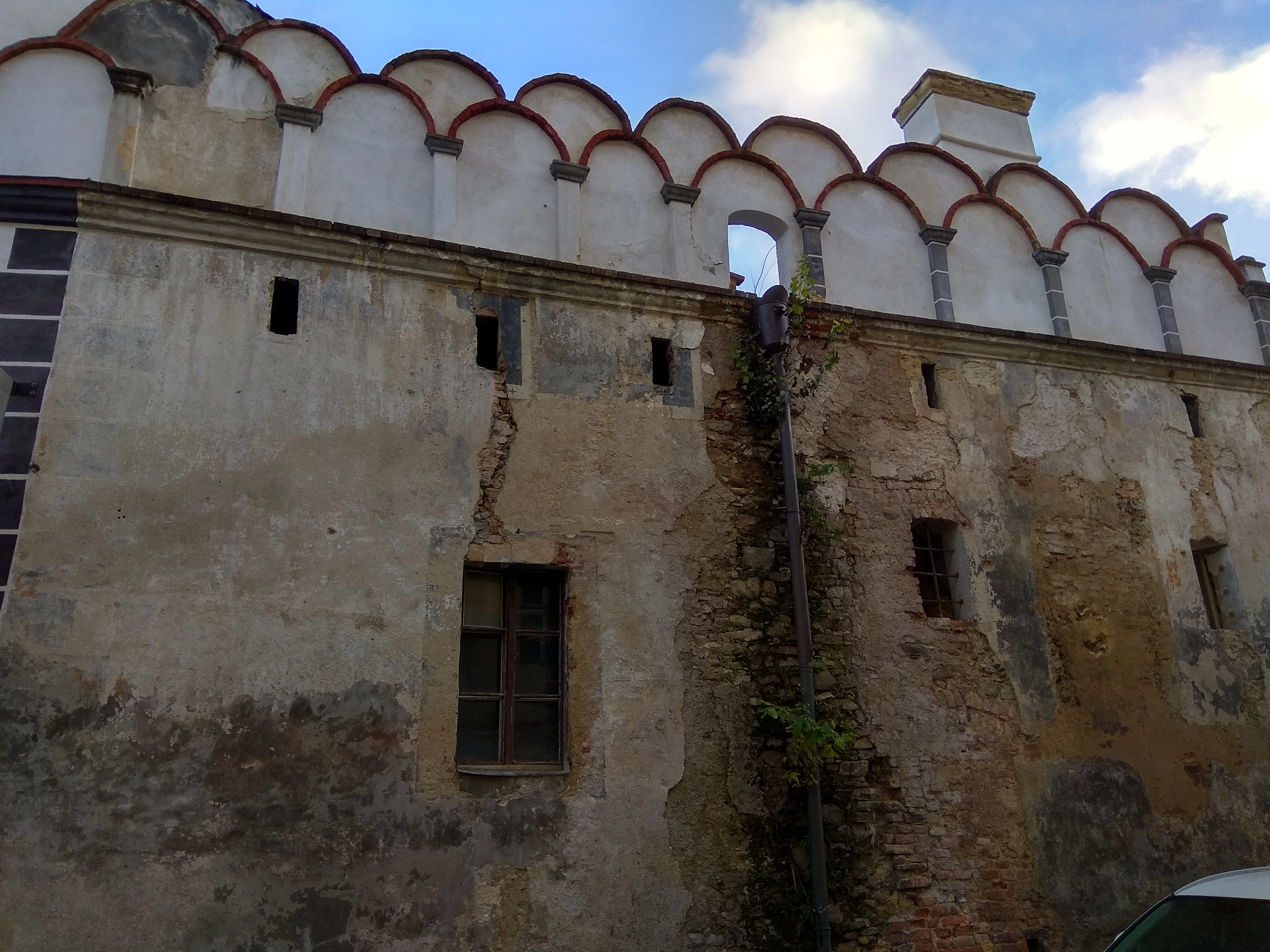
Klášterní č.p. 181, uliční fasáda do Neumannovy ulice s obloučkovou atikou

## Historie objektu
Objekt je gotického původu, původně šlo o dva samostatné hospodářské objekty, zadní trakty dvou gotických domů na náměstí. Po požáru města v roce 1501, pravděpodobně někdy mezi roky 1520 až 1530, byly původně dva gotické domy spojeny v jeden dům (č.p. 5) a následně byly přestavbou částečně zceleny i jejich zadní hospodářské trakty v Neumannově ulici. Dělení jednotlivých objektů je dosud dobře čitelné. Uliční fasáda obou objektů do Neumannovy ulice byla kolem roku 1530 zcelena a fasádu objektu pokryla hrubá, pouze zednickou lžící strhávaná, omítka přírodní pískové barvy s jednoduchým bílým orámování okenních otvorů a nárožním kvádrováním. Kolem roku 1556 byla fasáda, v rámci dobové estetizace uličních průčelí i jako protipožární opatření, ukončena obloučkovou atikou (shodnou se sousedním domem čp 161, kde je tento letopočet zachován pod omítkou na atice domu). V roce 1570 i v roce 1585  je jako majitel domu (celého č.p. 5) uváděn Samuel Záblatský. Po dobytí města roce 1620 císařským vojskem a definitivním zániku solního obchodu po roce 1706 museli měšťané přejít na jiný způsob obživy a objekt tak ztratil své původní využití. Kolem poloviny 17. století dům dostal novou hladkou bílou omítku se šedým nárožním kvádrováním a šedým orámováním okenních otvorů. V průběhu 18. a zejména 19. století byla část hospodářských traktů ve městě zobytněna. Podle císařských otisků stabilního katastru z roku 1837 je dům ještě stále součástí č.p 5. 

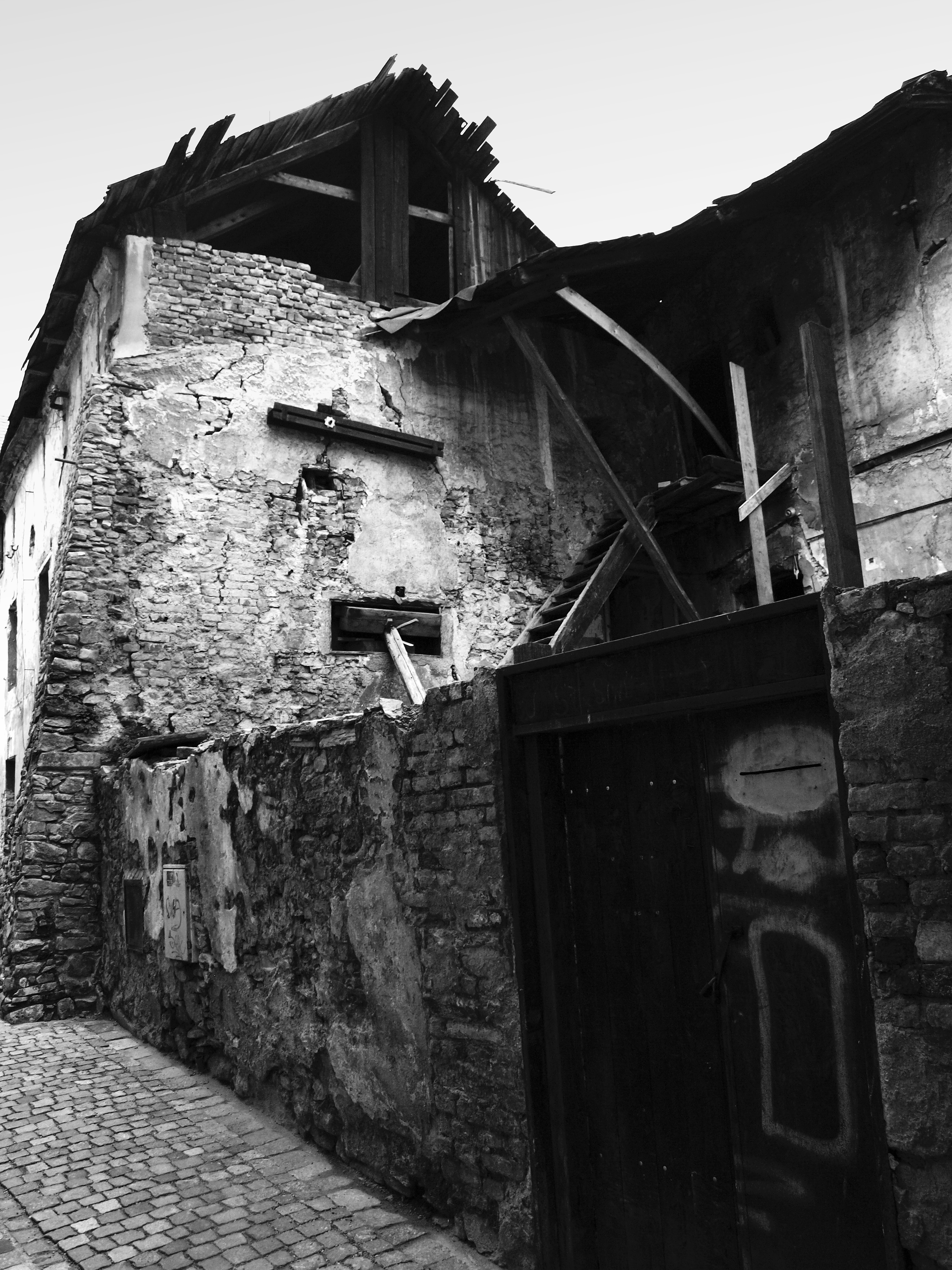
Klášterní č.p. 181, dvorní fasáda objektu z Klášterní uličky

Pravděpodobně někdy na začátku 20. století byly směrem do Klášterní ulice proraženy nové okenní otvory a nový vstup do objektu. Poslední oprava fasády objektu proběhla pravděpodobně někdy na začátku 20. století, kdy dům dostal novou omítku a světle šedý nátěr fasády. Minimálně od 40. let 20. století je objekt bez využití i bez údržby. Zřejmě až ve 2. pol. 20. století došlo k oddělení domu od č.p 5. a dům dostal samostatné č.p. 181. V roce 1980 zpracoval Státní ústav pro rekonstrukci památkových měst a objektů v Praze studii na využití celého objektu č.p 5., včetně zadního traktu, pro Okresní kulturní středisko v Prachaticích. Zmíněná studie předpokládala využití objektu pro potřeby Okresního kulturního střediska, nebo samostatně pro bytové, administrativní, nebo skladové účely. Z adaptace objektu však sešlo. V roce 1987 žádalo město o sejmutí památkové ochrany tohoto objektu z důvodu neutěšeného stavebního stavu a usilovalo o jeho demolici. Ministerstvo kultury ČSR však tuto žádost zamítlo. Ani po roce 1989 neměl objekt štěstí na vlastníky. V roce 1995 koupil dům od města soukromý vlastník, neměl ale nakonec dostatek finančních prostředků na nákladnou opravu objektu a upadl do exekuce. Další vlastnící brali objekt pouze jako předmět spekulací na lukrativní parcele. V roce 2012 investovalo město 490 tis. Kč a znovu v roce 2019 517 tis. Kč ze svých vlastních prostředků na statické zabezpečení objektu ve vlastnictví jiného vlastníka a uvažovalo i o jeho koupi v exekuční dražbě. V roce 2022 koupil objekt nový vlastník a v roce 2025 začaly nezbytné práce na statickém zabezpečení objektu. Vlastník získal na tyto práce dotaci z Programu regenerace městských památkových rezervací a městských památkových zón od Ministerstva kultury ČR. 
S největší pravděpodobností býval objekt sladovnou, nelze vyloučit ale i jiné využití. Provozní rozdělení objektů sladoven bývalo v době renesance následující: Přivezené obilí se nejprve namáčelo v kádích (náduvnících) a následně klíčilo na podlaze z cihel (na humnách) v prostorách bez oken, zpravidla v přízemí objektu. Následně se naklíčené obilí sušilo na hvozdu v patře. Hvozd byl vytápěn pecí. Na pec navazoval topný kanál, který rozváděl horký vzduch smíšený se spalinami na hvozd. Z výdechových otvorů, zvaných fučíky, rozmístěných v pravidelných rozestupech, stoupal horký vzduch vzhůru do podlahy horní místnosti (hvozdu). Na hvozdu byla umístěna síta se sušícím se sladem (lísky). Podstava pod lískami byla pravděpodobně pouze dřevěná.
Ve městě je doloženo v předbělohorském období 84 sladoven a tvořily celé samostatné uliční fronty. To se týká i zástavby Horní a Neumannovi ulice, tedy té strany ulice směrem k Velkému náměstí kde je umístěn i zmiňovaný objekt (další takového průběžné uliční fronty tvořily zástavbu Křišťanovy a Dlouhé ulice). Slad nesloužil v Prachaticích pouze k lokální výrobě piva, ale byl především jednou z hlavních komodit, kterou se platilo za dováženou sůl do Čech z Pasova. Prachatice měly od roku 1382 (jde pouze o potvrzení dřívější výsady) právo výhradního skladu a distribuce soli pro celé Čechy a Moravu, od roku 1564 pak již jen pro západní část Království. Týdně městem v polovině 16. století prošlo a bylo rozdistribuováno do různých koutů království 150-200 tun soli (týdně až 1200-1300 soumarů). Sůl však nebyla jedinou komoditou, dováželo se i jižní ovoce, orientální koření, jemné sukno, víno a další luxusní zboží. Nazpět pak putovalo obilí, slad, pálenka, chmel, pivo, sýry, máslo, ryby, plátno, sklo, zrcadla z městské huti u Volar a další komodity. V solním obchodu měli prachatičtí měšťané v roce 1550 uloženu pohledávku v obrovské sumě 150 000 kop grošů míšeňských. Po dobytí města v roce 1620 císařským vojskem, vyvraždění velké části obyvatel a ztráty všech privilegií došlo v podstatě zániku solního obchodu, definitivní konec obchodu s bavorskou solí pak nastal v roce 1706. V důsledku toho Pasovští zrušili i obchod se sladem, obilím, pálenkou a dalšími komoditami. Následně se město, které se ještě v této době zdaleka populačně ani hospodářsky nevyrovnalo s důsledky Třicetileté války, propadlo do hluboké hospodářské krize. Většina hospodářských traktů domů tak ztratila své původní využití a chátrala. Hospodářský útlum po Třicetileté válce způsobil zakonzervování stavební podoby města, kdy měšťané neměli nejen na přestavbu domů, ale ani na údržbu rozlehlých areálů měšťanských domů, které již neměly původního využití. Část těchto hospodářských objektů byla v 19. století zobytněna nebo získala jiné využití, část jich však dodnes na své využití čeká.   

## Galerie

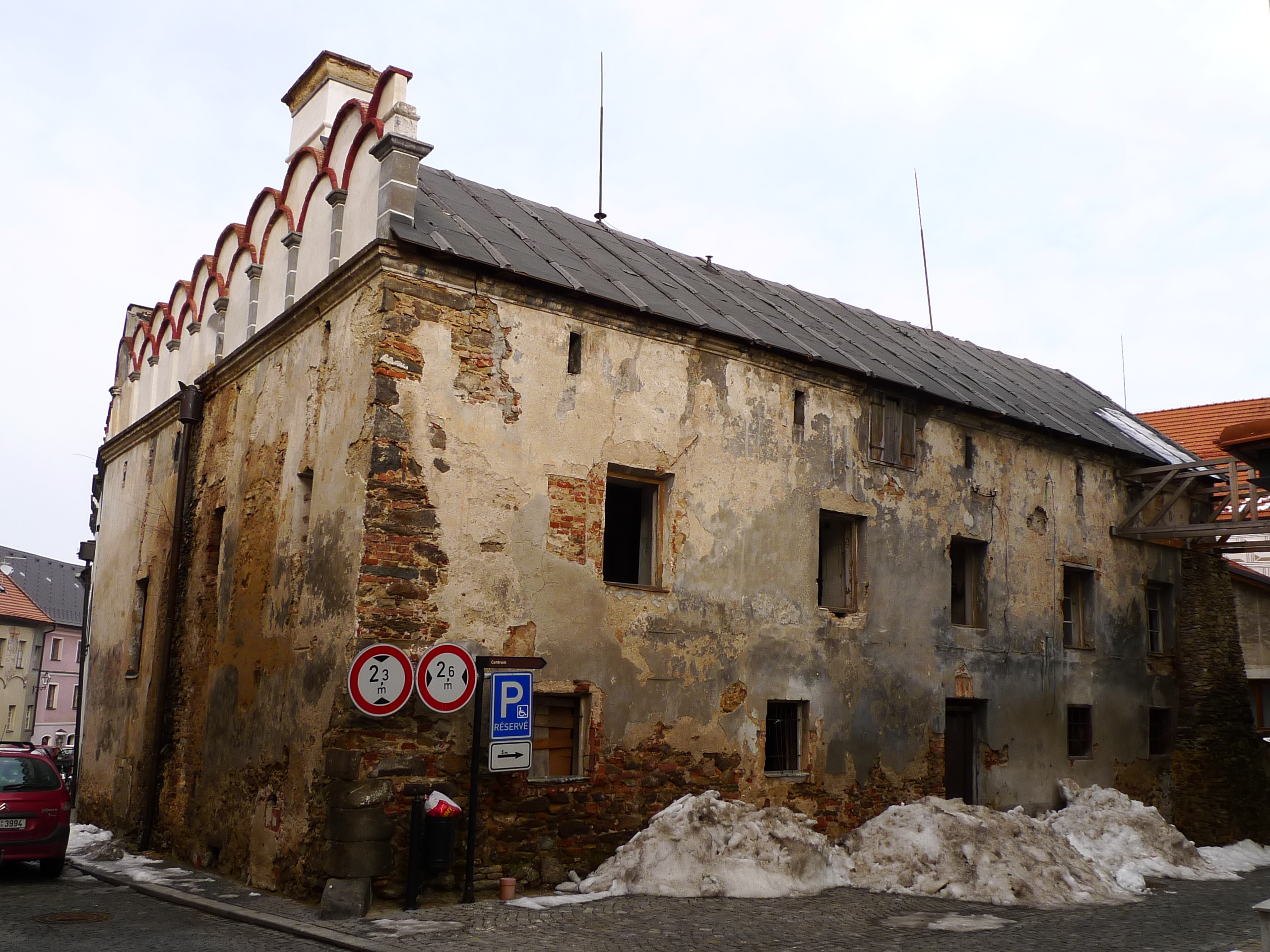
Klášterní č.p. 181, roh Neumannovy a Klášterní ulice
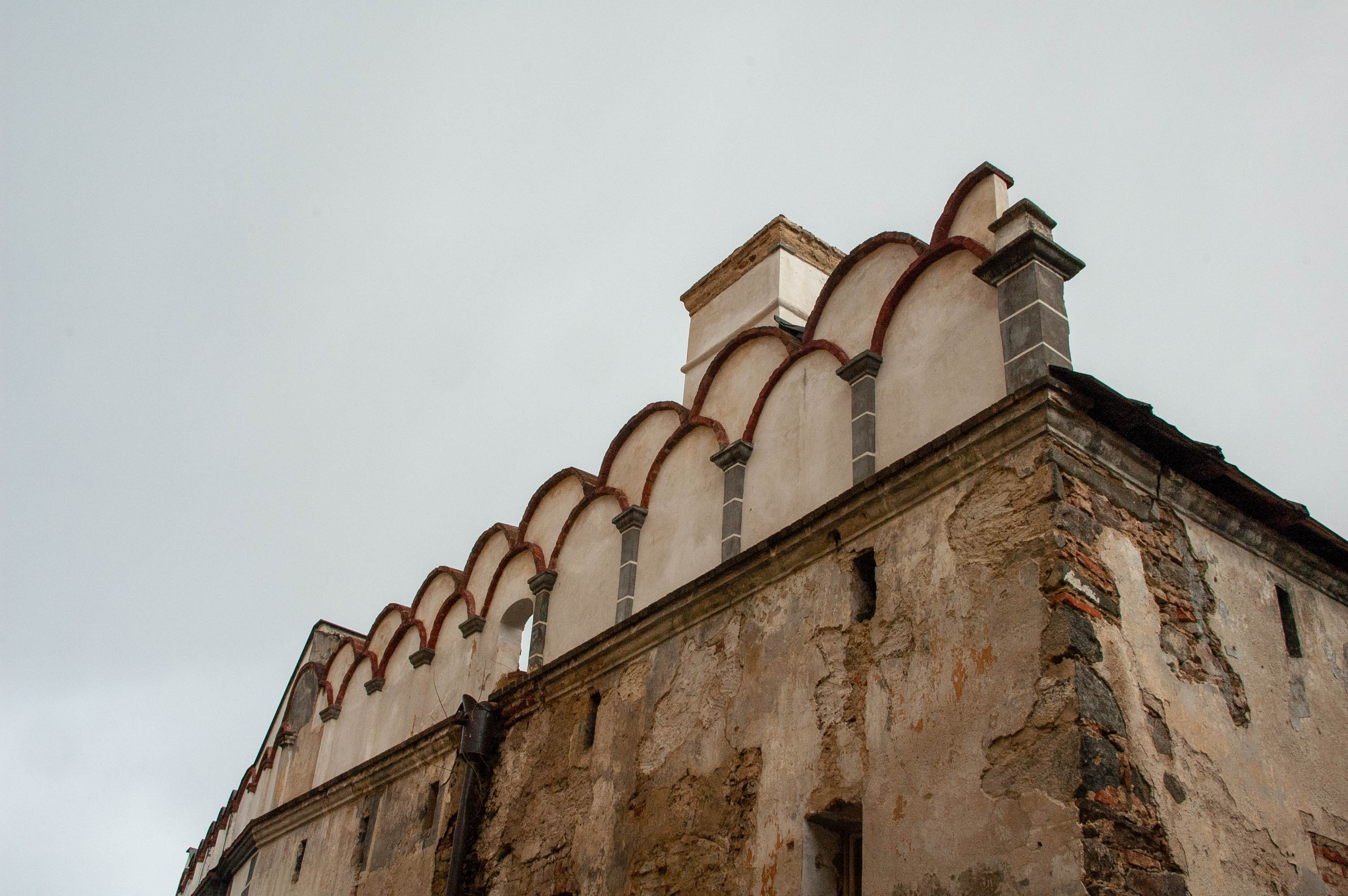
Klášterní č.p. 181, dvojitá obloučková atika
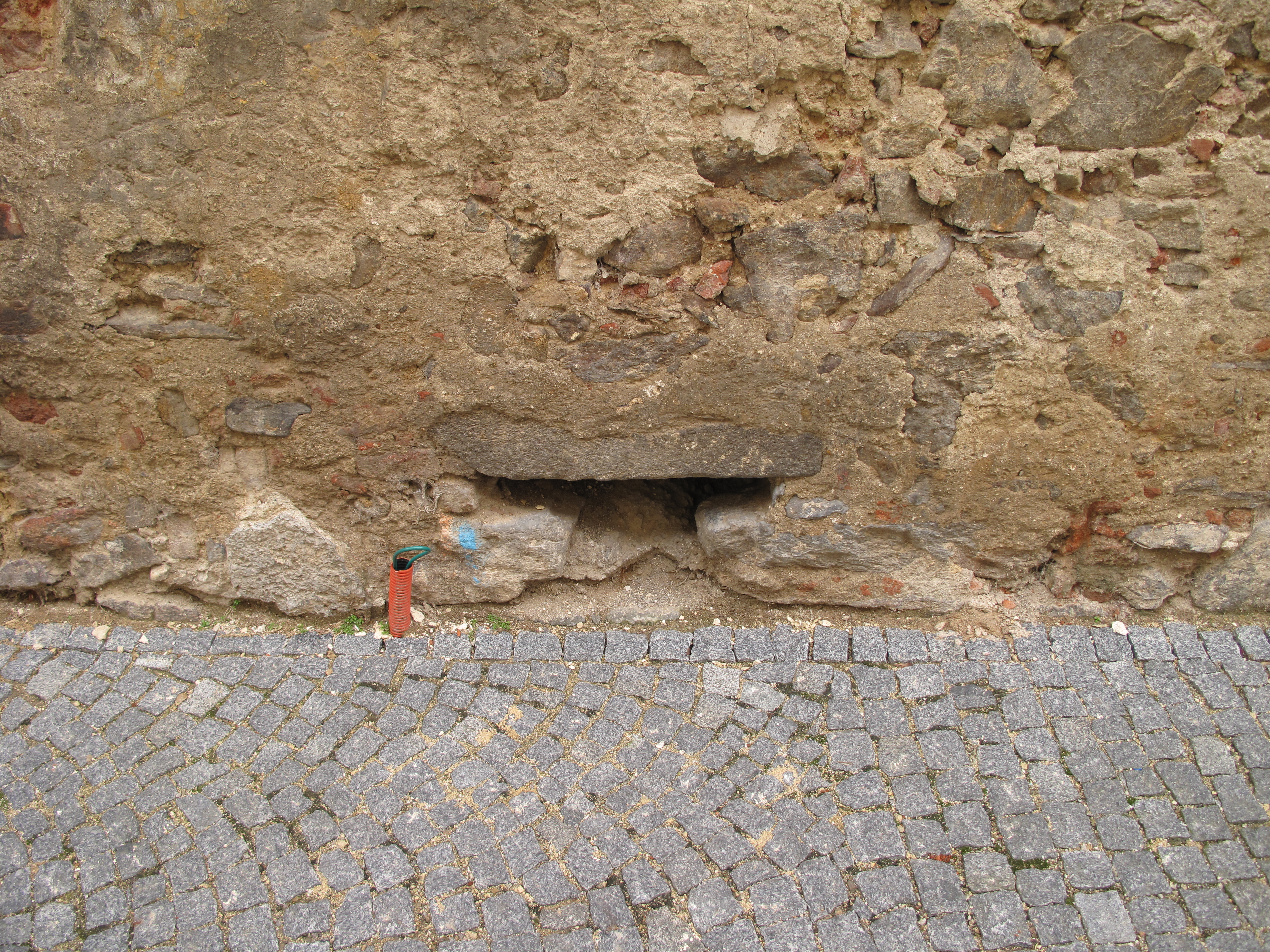
Klášterní č.p. 181, detail otvoru nad zemí do Neumannovy ulice
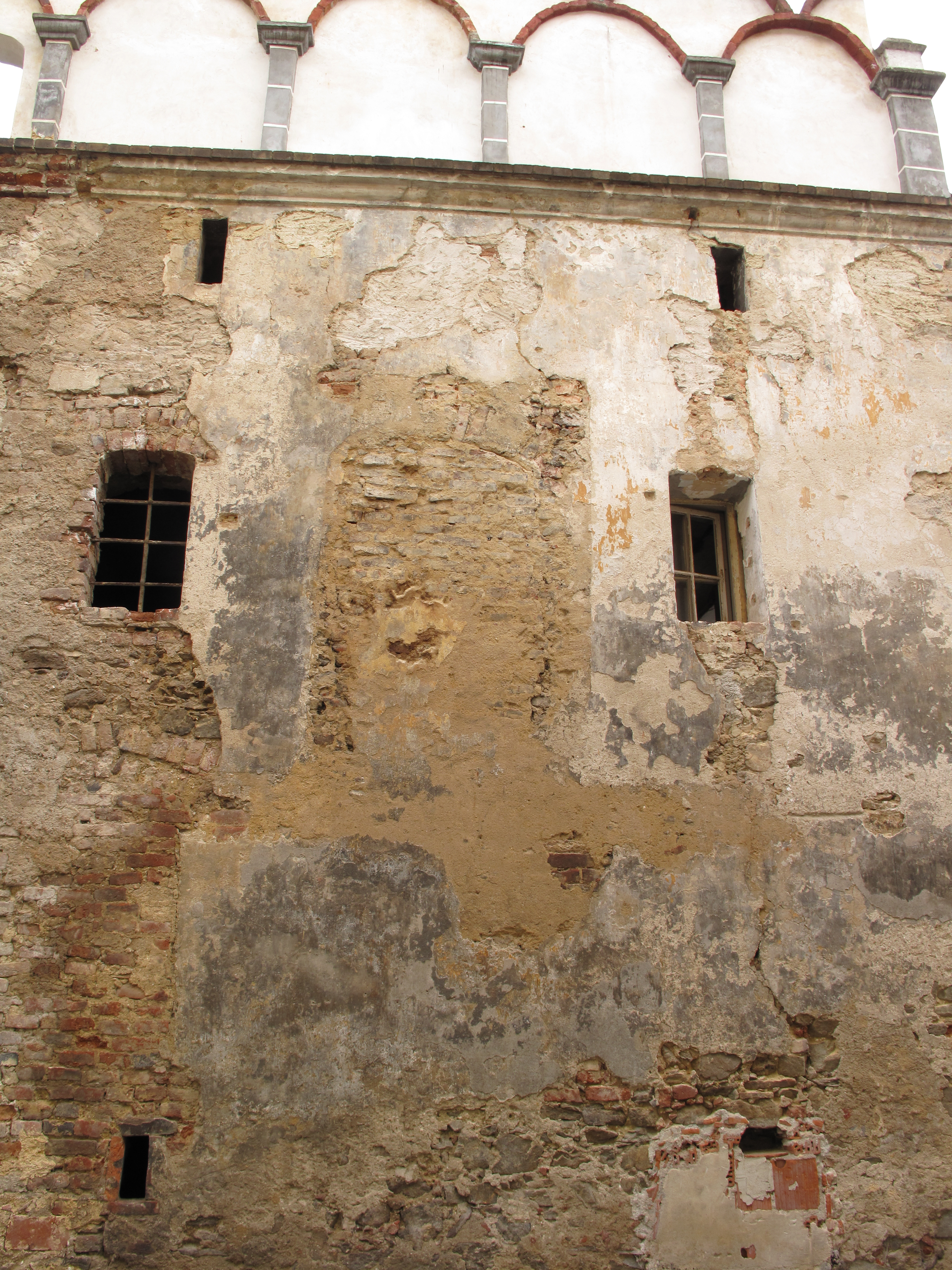
Klášterní č.p. 181, detail fasády do Neumannovy ulice
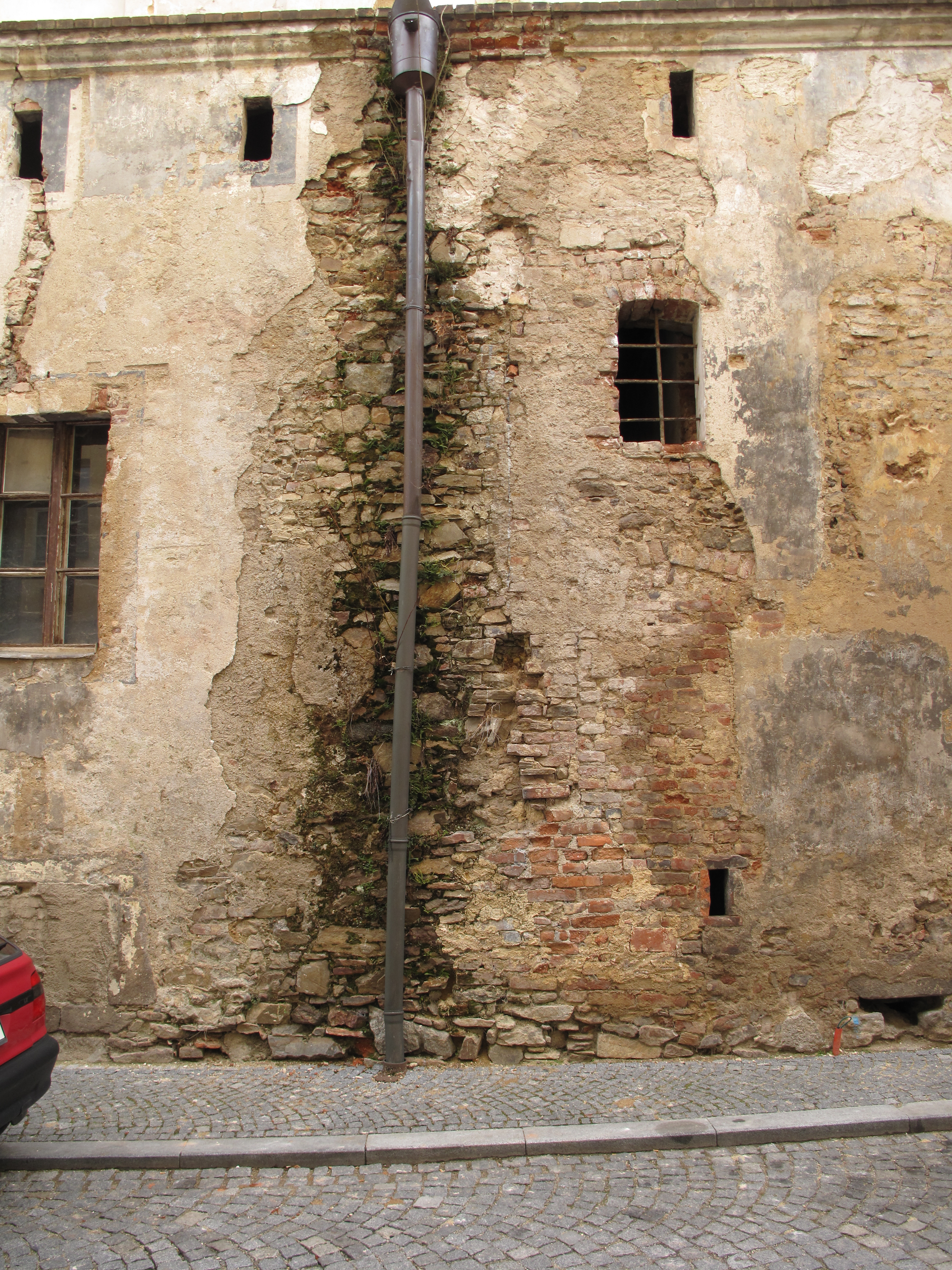
Klášterní č.p. 181, detail fasády do Neumannovy ulice
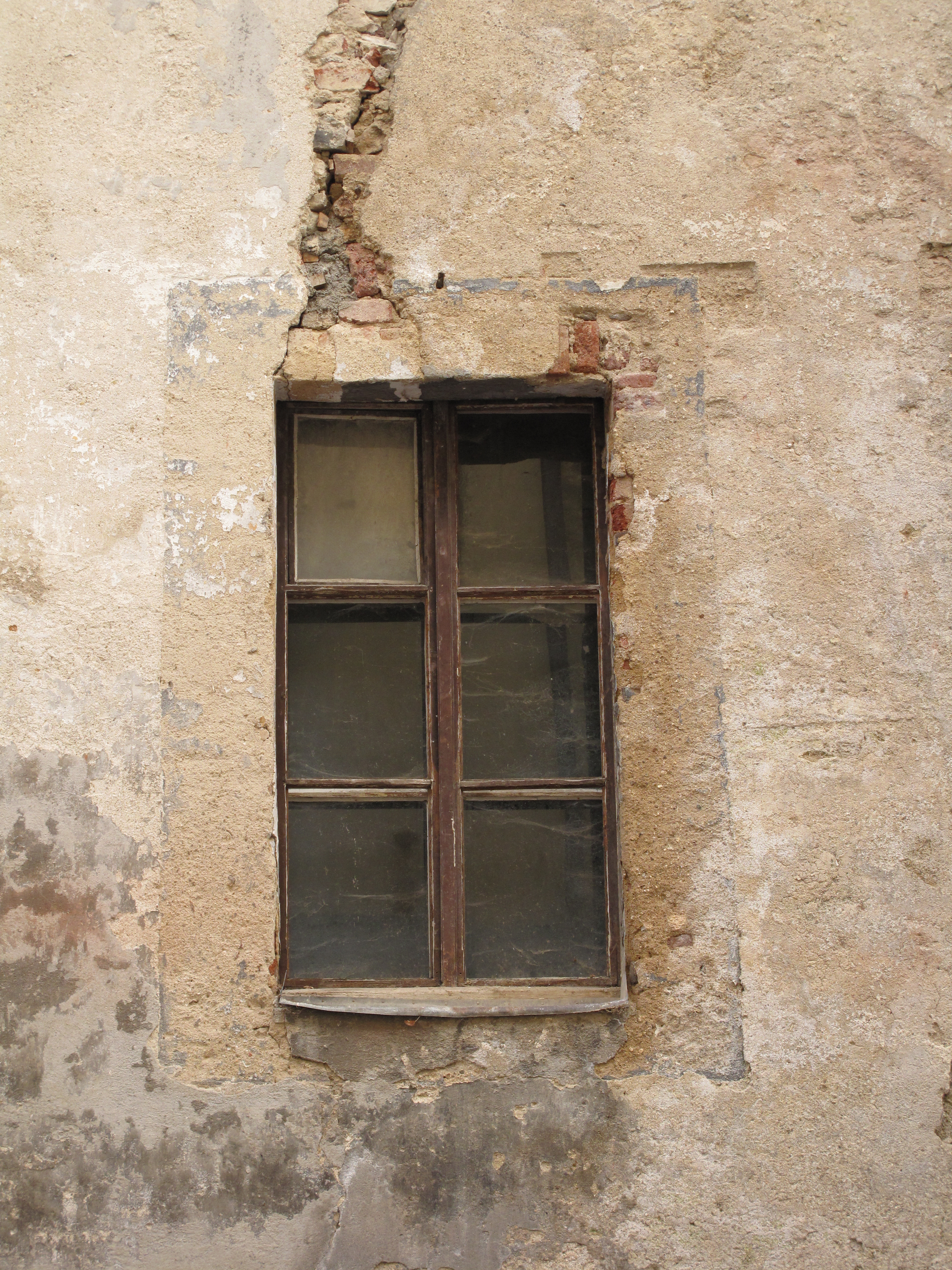
Klášterní č.p. 181, okno do Neumannovy ulice
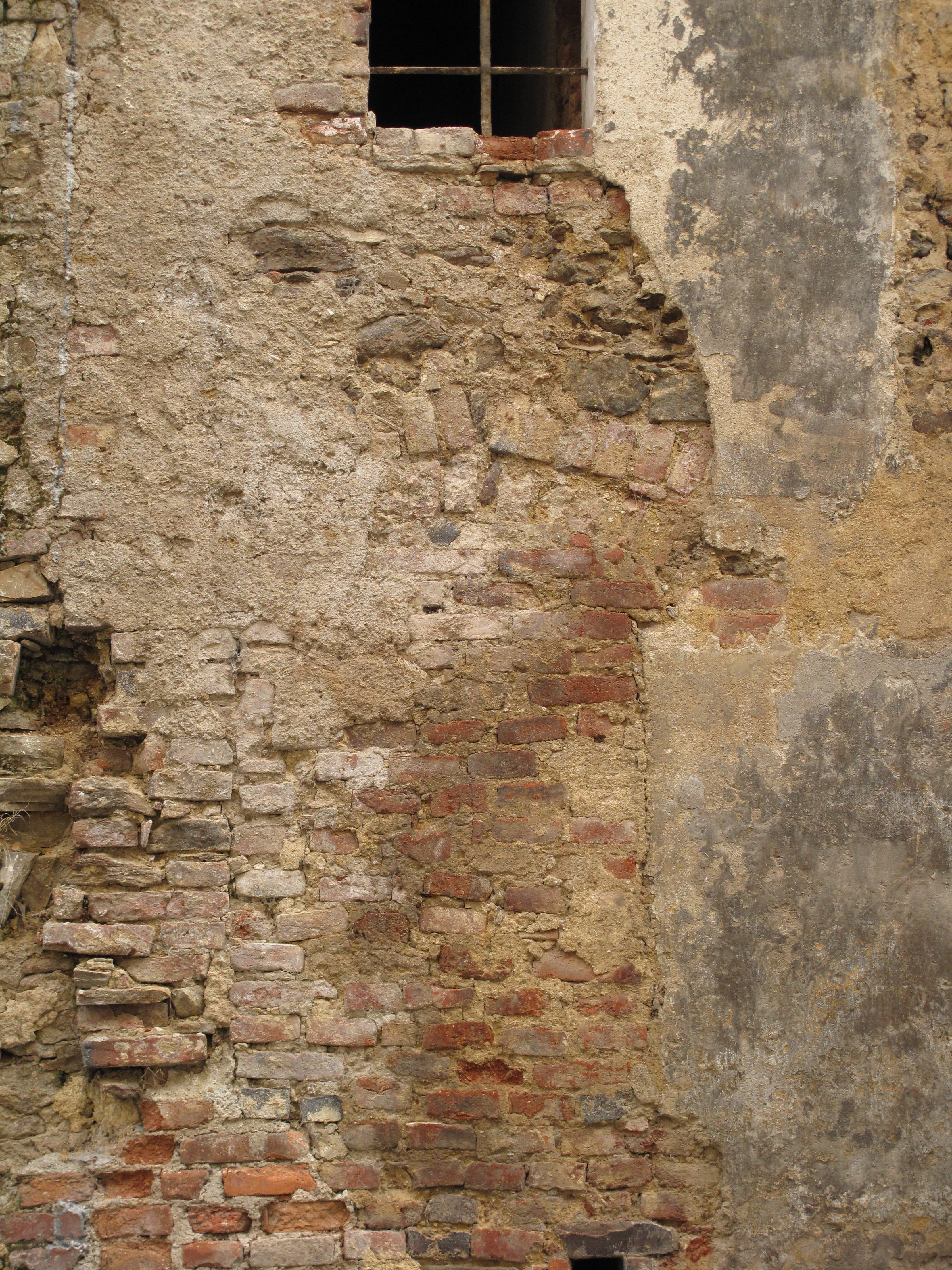
Klášterní č.p. 181, detail fasády do Neumannovy ulice
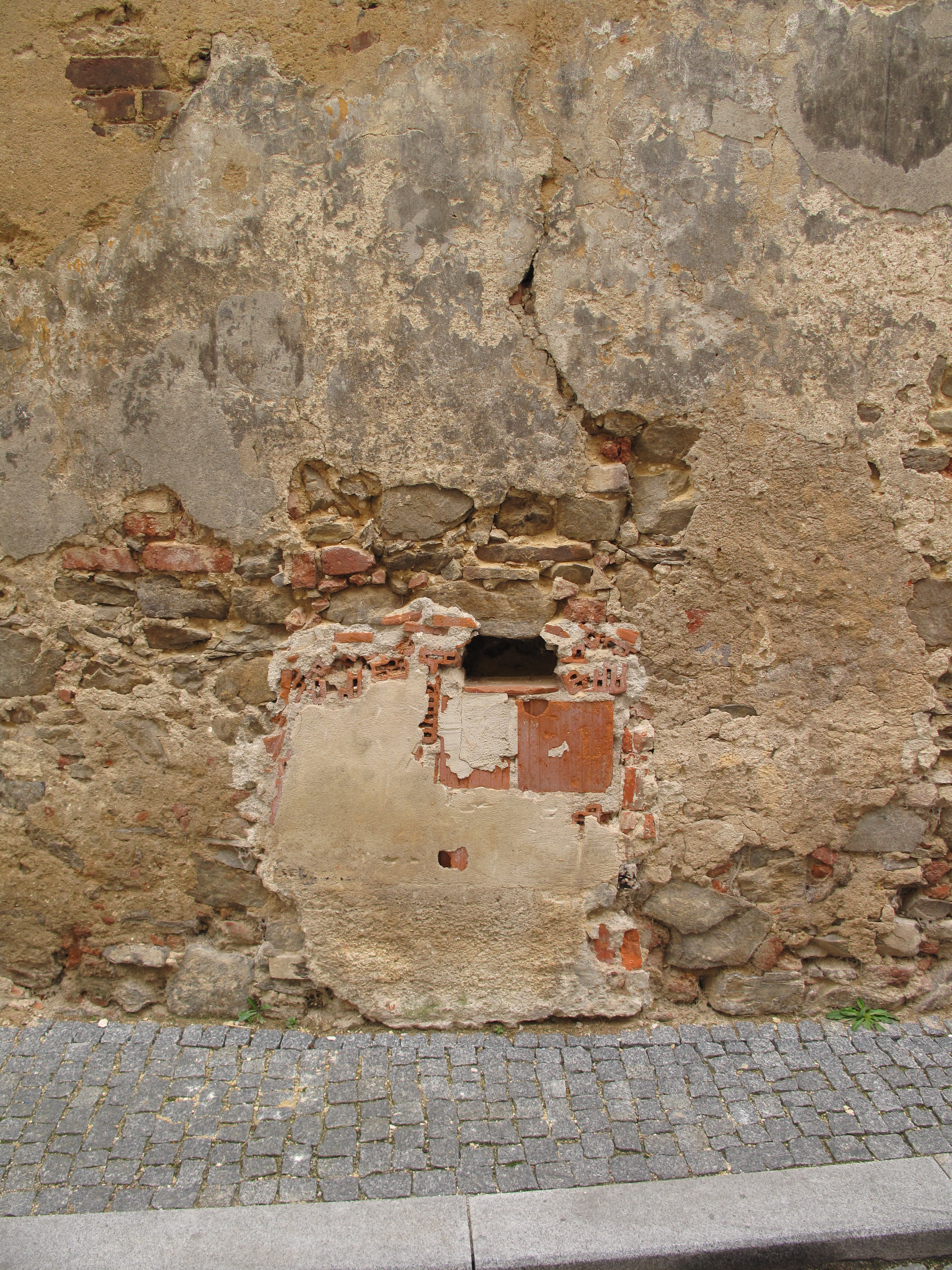
Klášterní č.p. 181, detail fasády do Neumannovy ulice
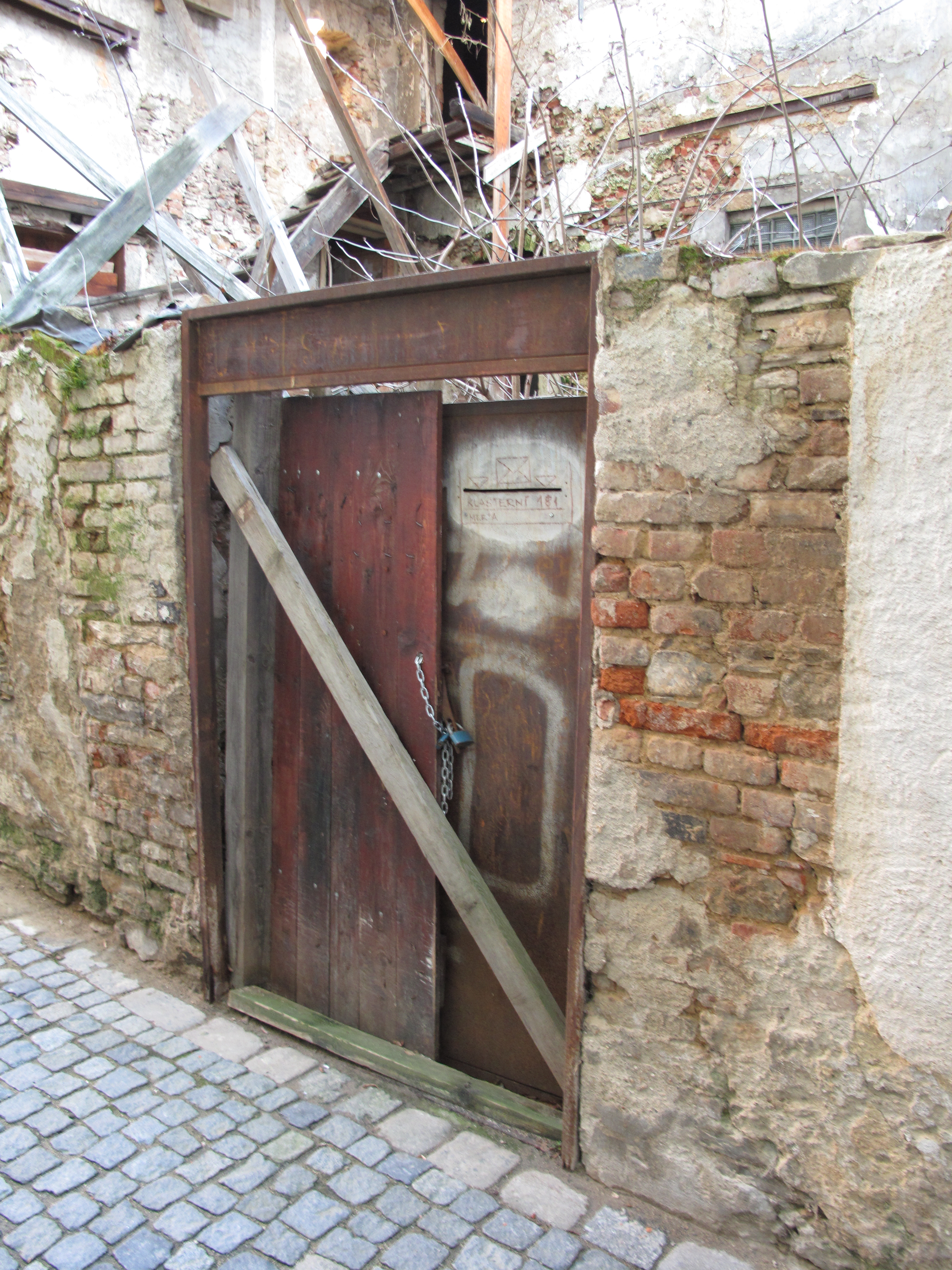
Klášterní č.p. 181, vrata na dvorek z Klášterní ulice
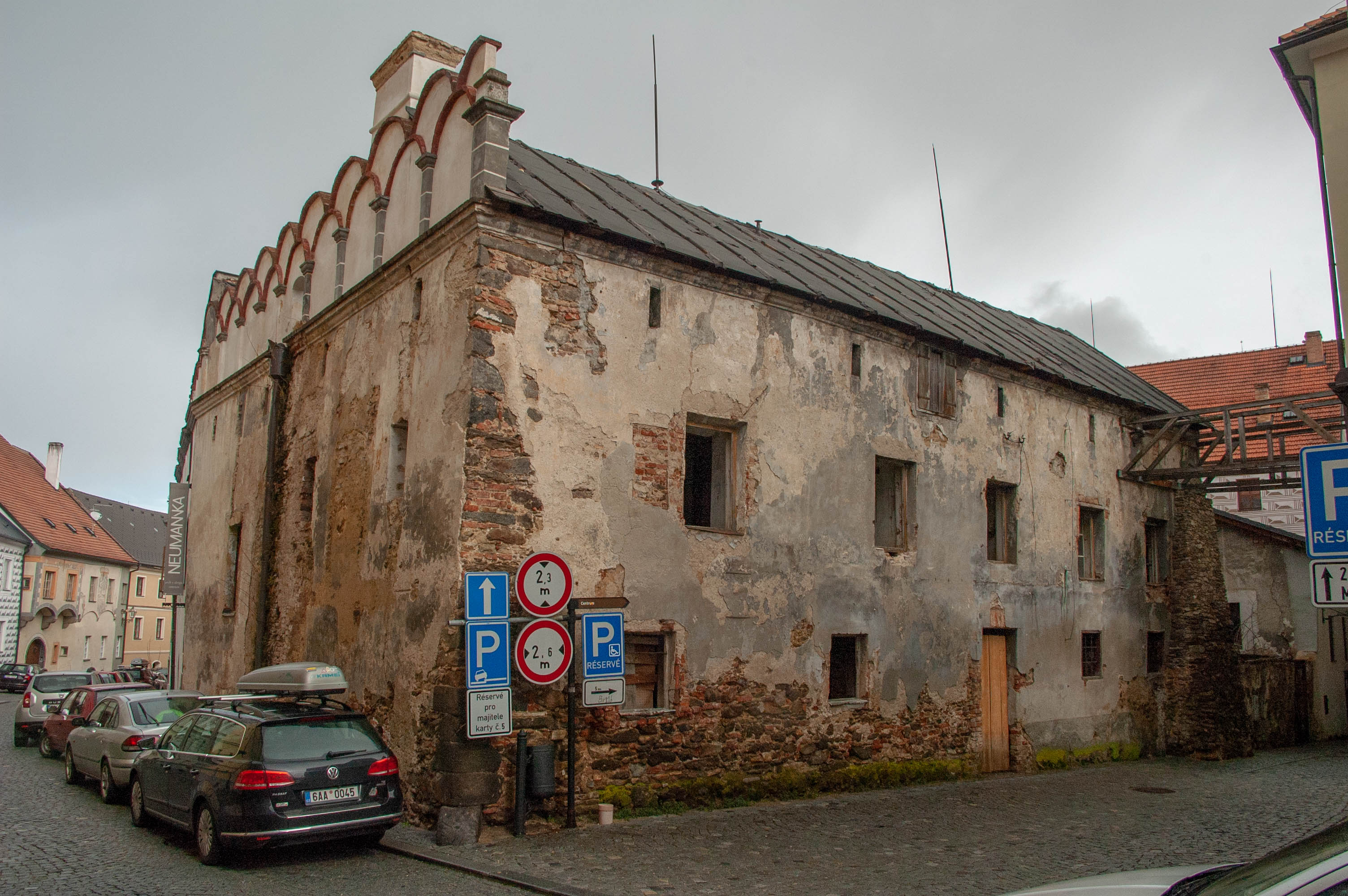
Klášterní č.p. 181, roh Neumannovy a Klášterní ulice
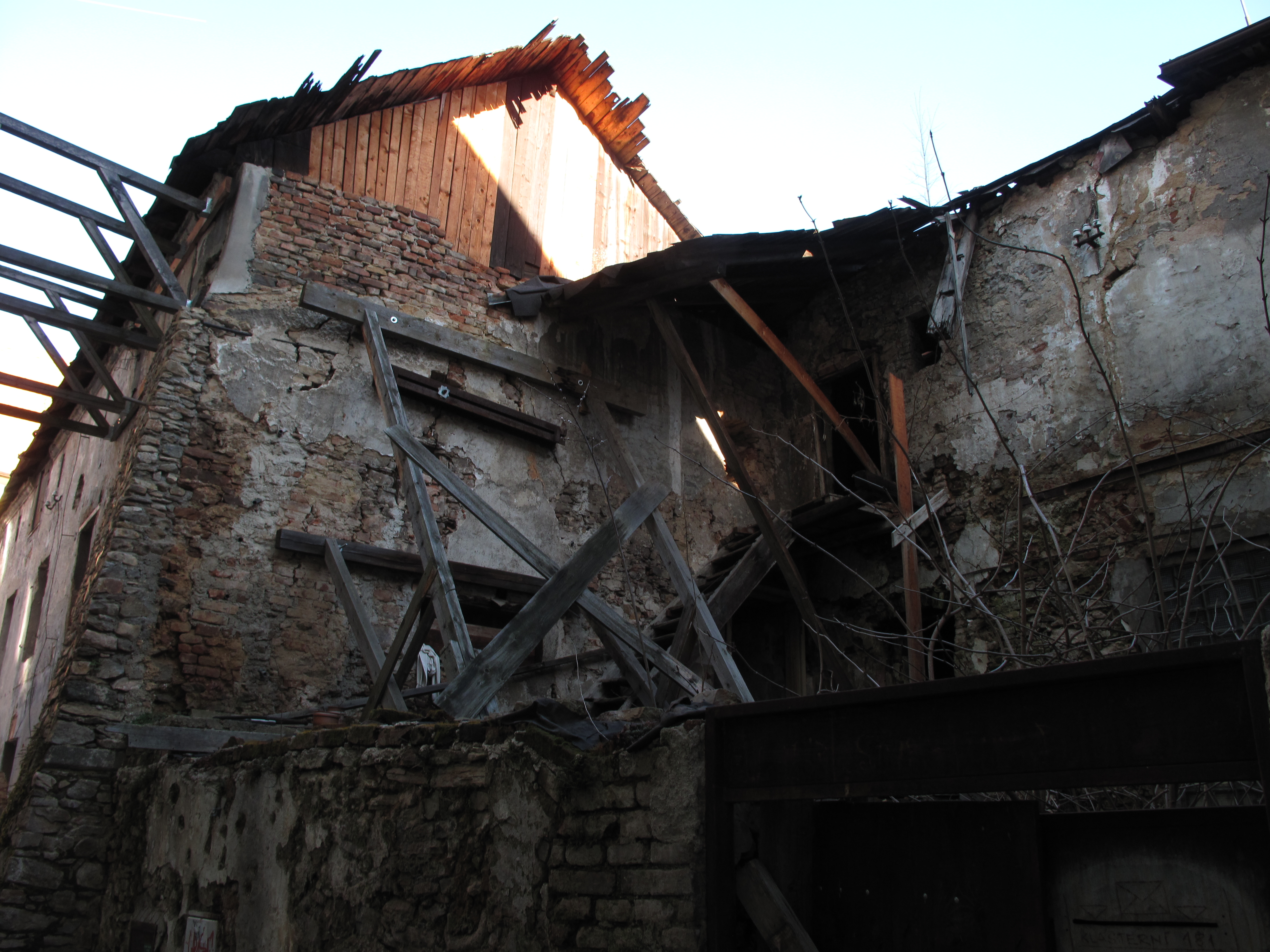
Klášterní č.p. 181, pohled na dvorní fasádu z Klášterní uličky
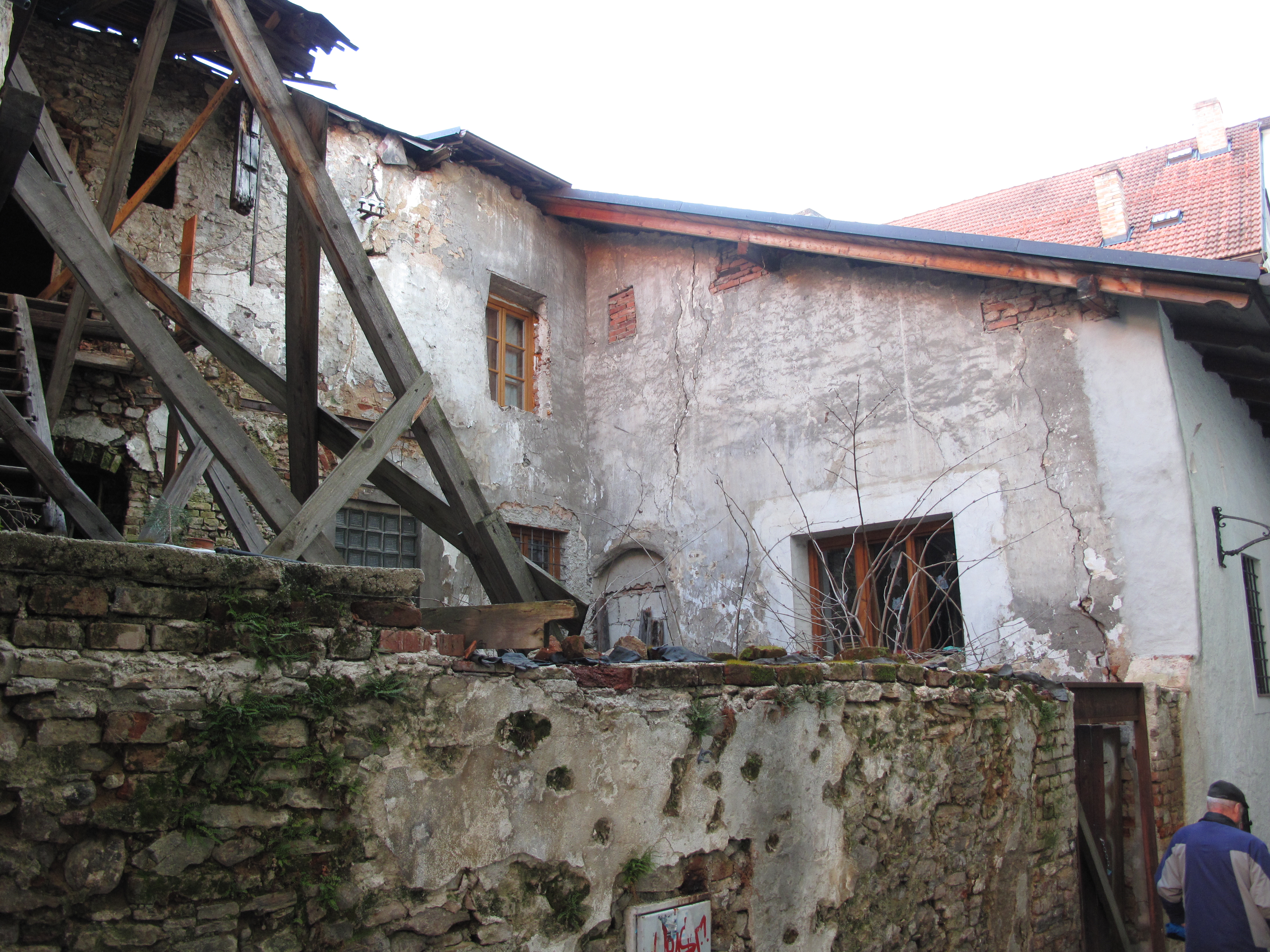
Klášterní č.p. 181, pohled na dvorek z Klášterní uličky
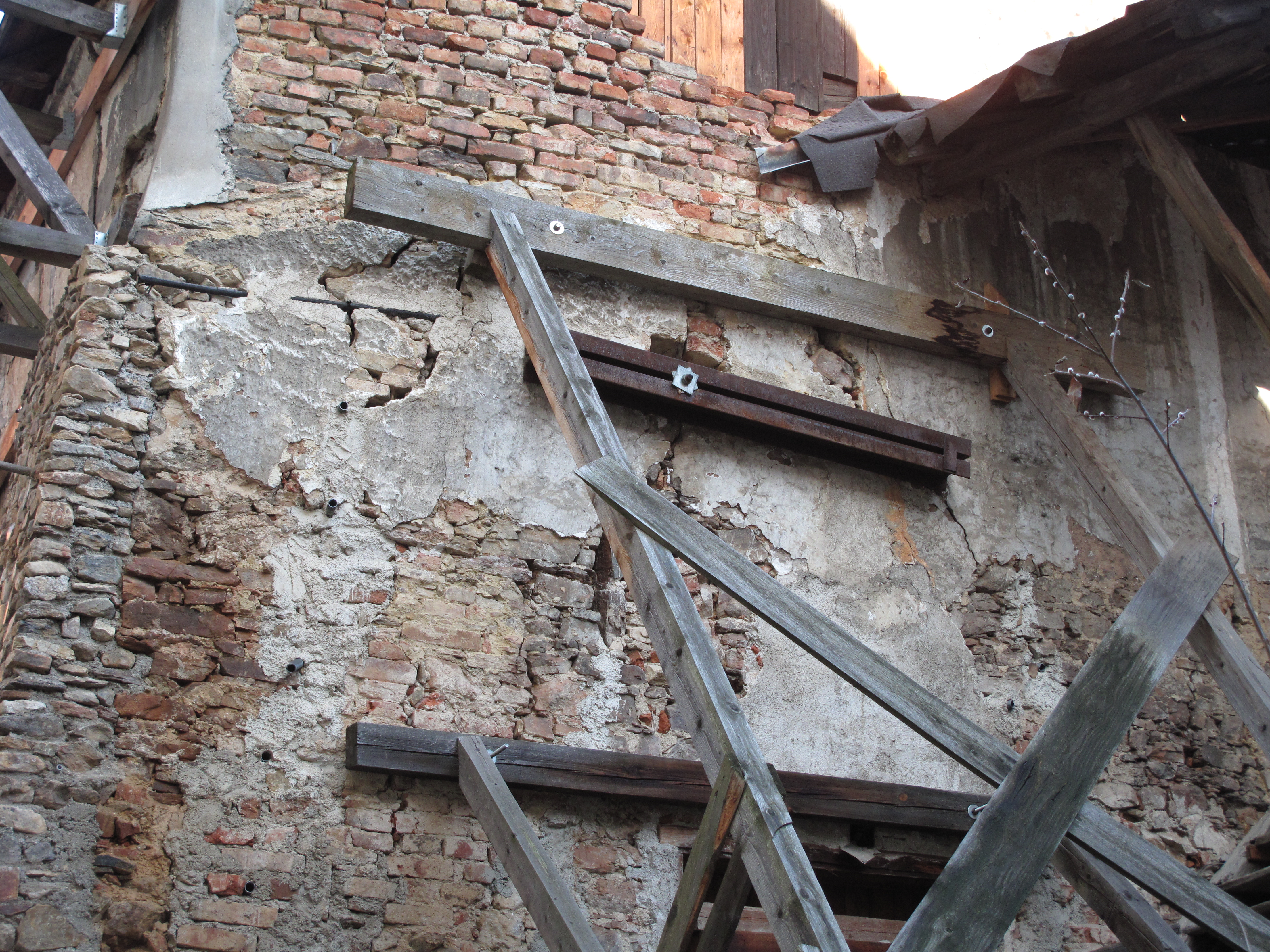
Klášterní č.p. 181, pohled na dvorní fasádu a její statické poruchy
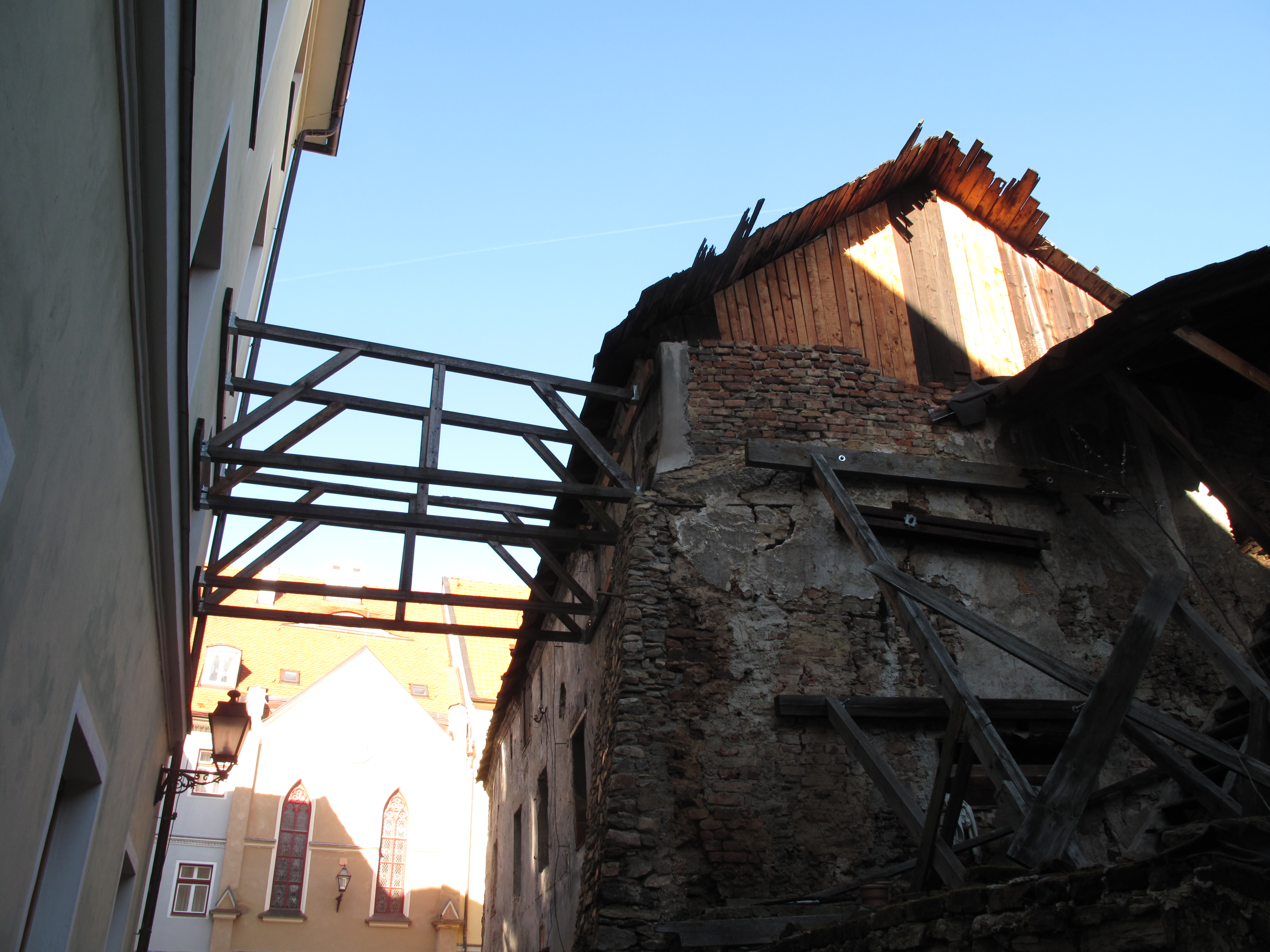
Klášterní č.p. 181, pohled z Klášterní uličky, zabezpečení domu rozepřením o sousední objekt
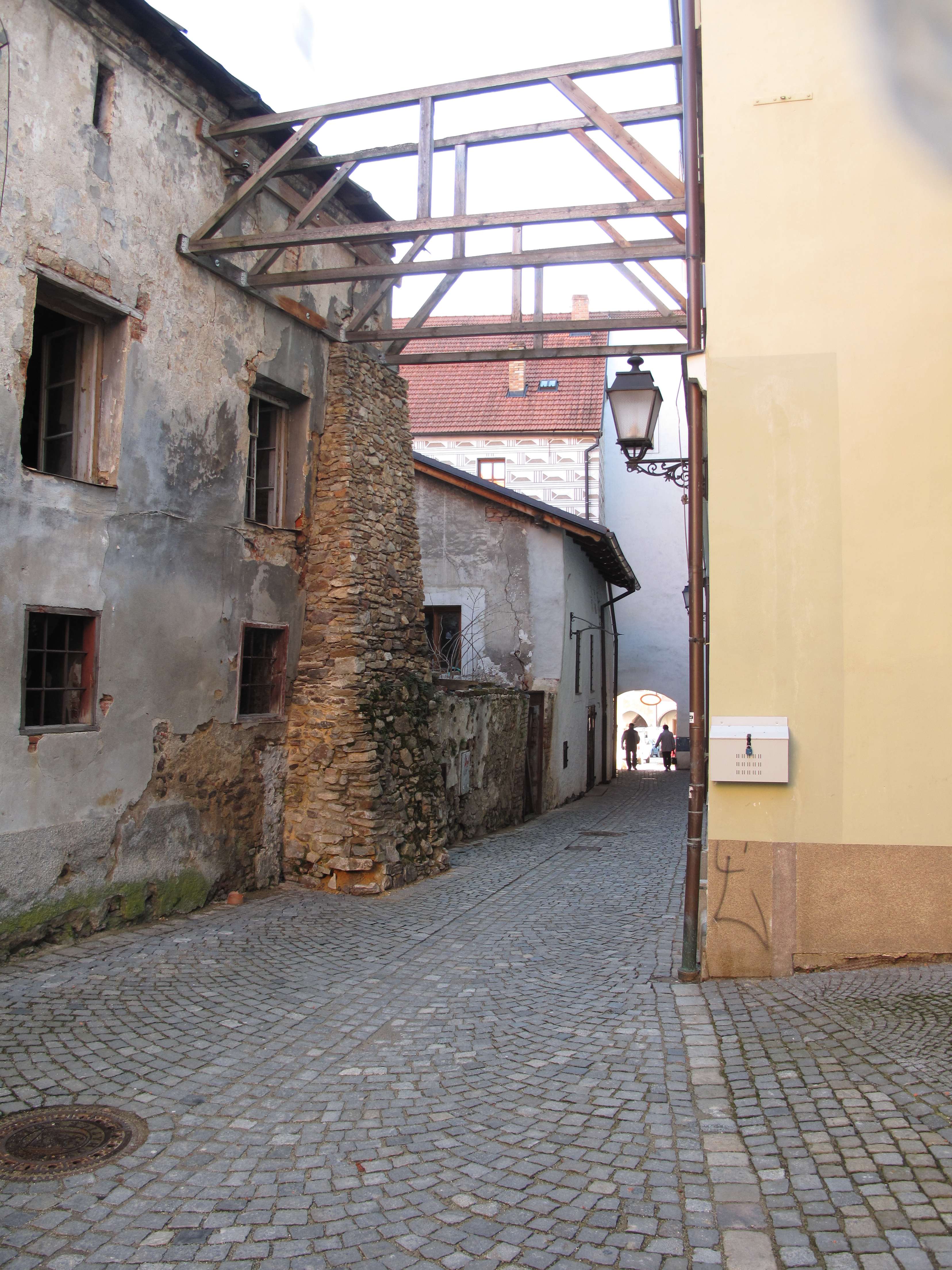
Klášterní č.p. 181, pohled z Klášterní uličky, zabezpečení domu rozepřením o sousední objekt
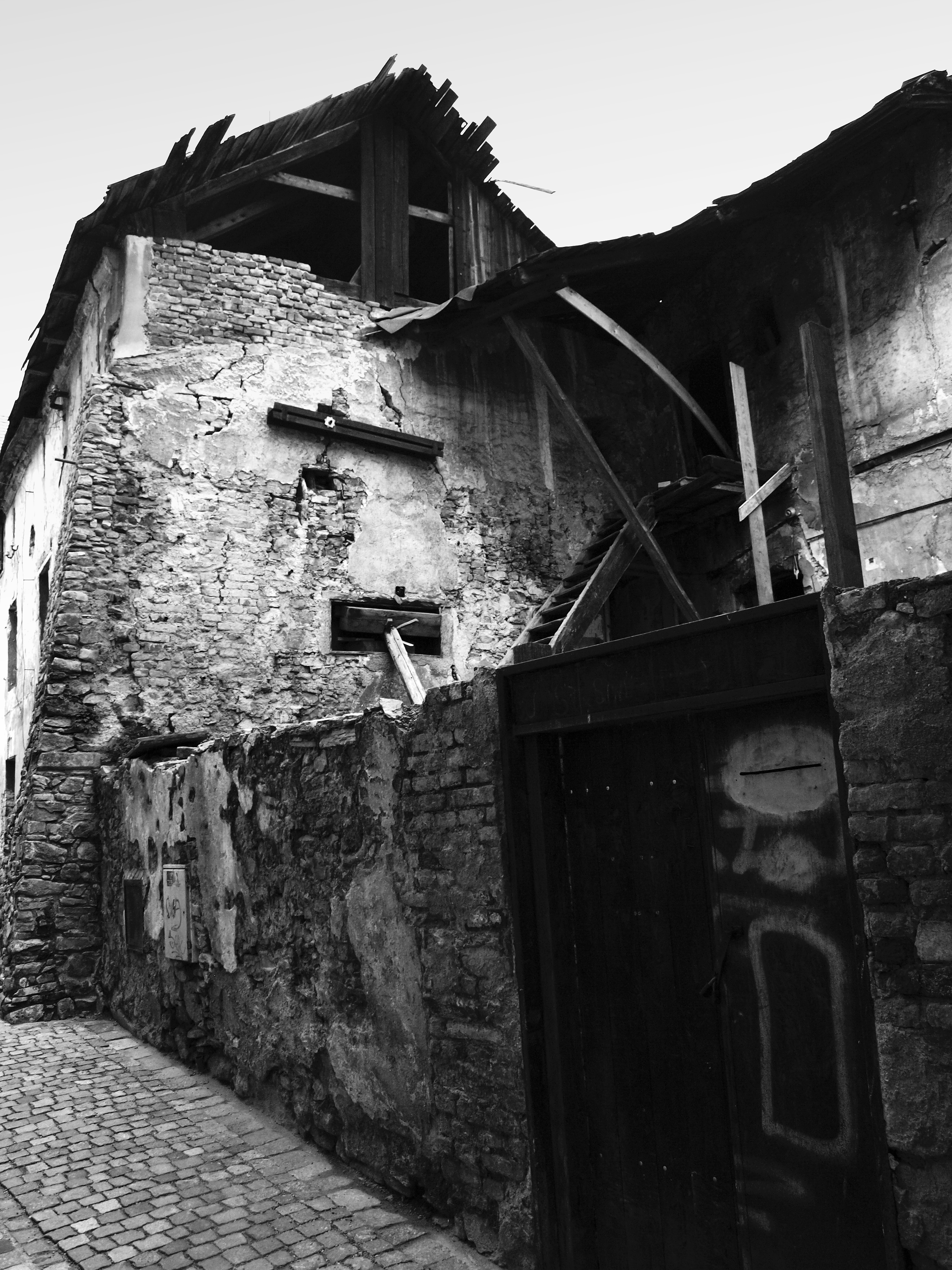
Klášterní č.p. 181, pohled z Klášterní uličky na dvorní fasádu
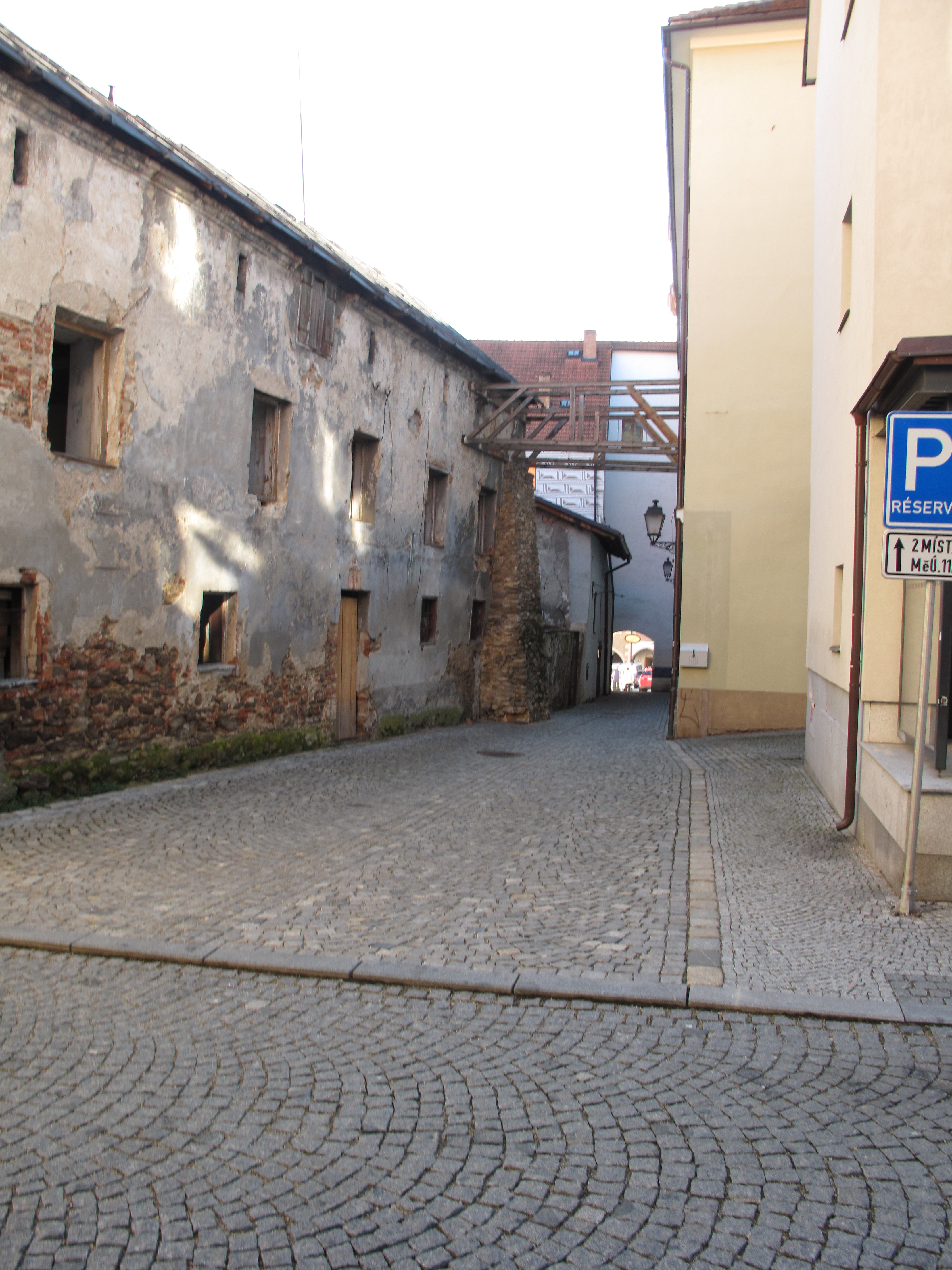
Klášterní č.p. 181, pohled z Klášterní uličky
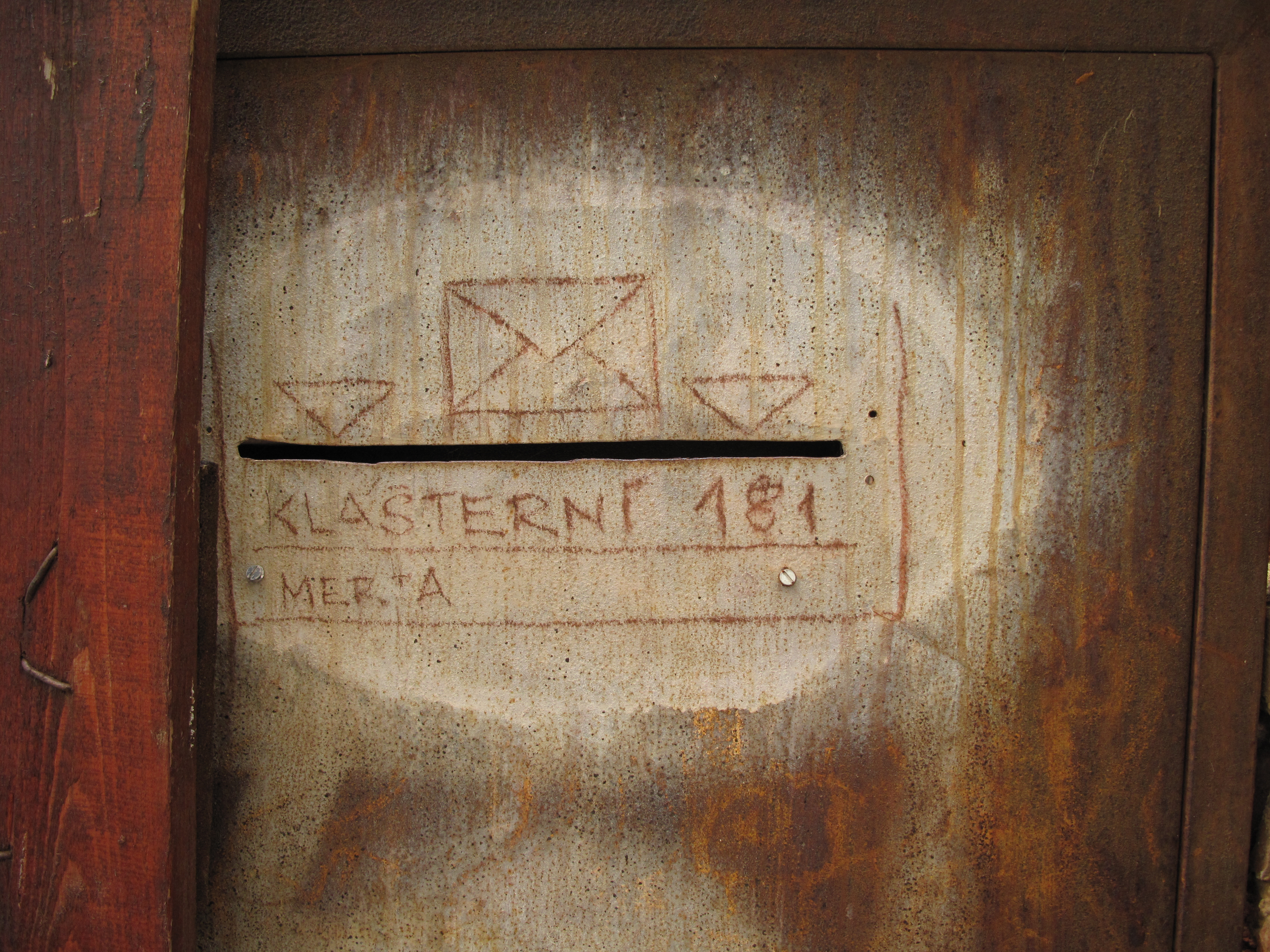
Klášterní č.p. 181, detail poštovní schránky
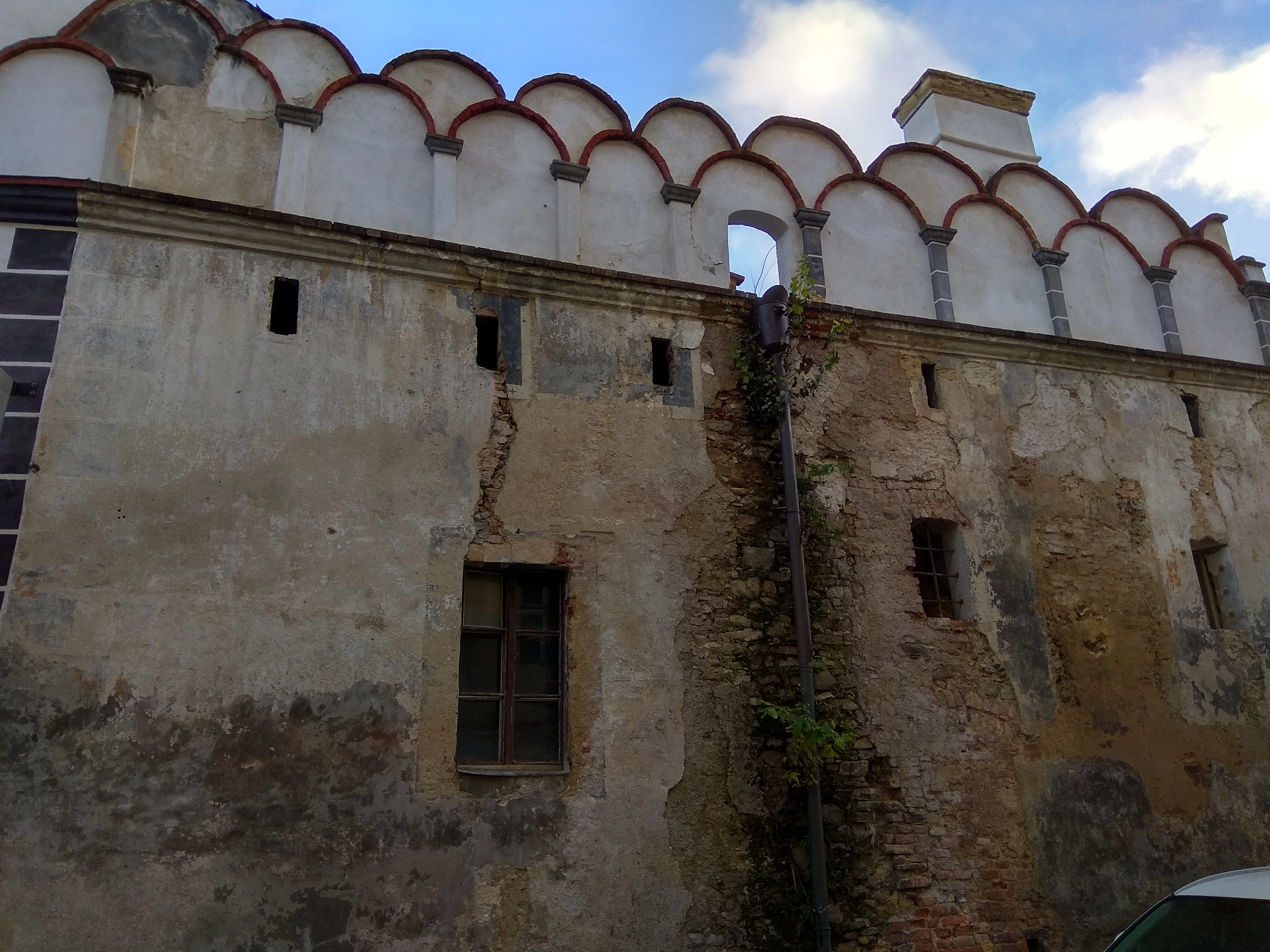
Klášterní č.p. 181, fasáda do Neumannovy ulice
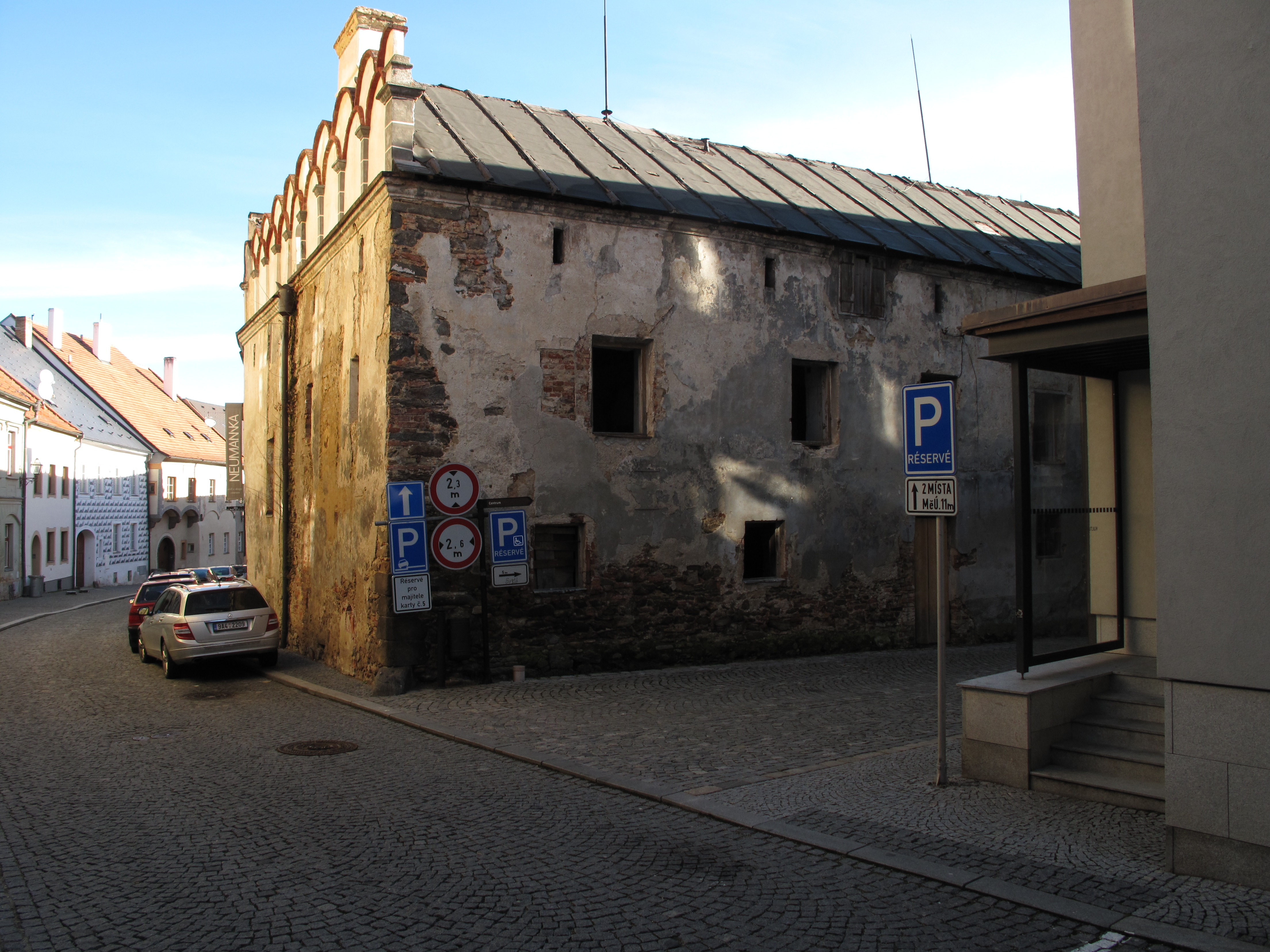
Klášterní č.p. 181, roh Neumannovy a Klášterní ulice